# جذع مبهمي أمامي
الجذع المبهمي الأمامي هو أحد فروع العصب المبهم والذي يدخل في تكوين الضفيرة المريئية، ويتكون بشكل أساسي من ألياف عصبية قادمة من العصب المبهم الأيسر، بجانب عدد قليل من ألياف العصب المبهم الأيمن.

## الفروع
- فروع كبدية تغذي الكبد . [3]
- فروع بطنية وهي فروع صغيرة توفر الإمداد العصبي اللاودي للضفيرة البطنية.
- فروع معدية أمامية تغذي المعدة.

## روابط خارجية
- درسٌ تشريحي حول thoraxlesson5 مُعدٌ بواسطة ويسلي نورمان (جامعة جورجتاون). (postmediastinumlevel2)